# 米特基夫卡
48°33′24″N 29°20′50″E / 48.55667°N 29.34722°E
米特基夫卡（烏克蘭語：Митківка），是烏克蘭的村落，位於該國西南部文尼察州，由海辛區負責管轄，始建於1600年，面積0.48平方公里，海拔高度159米，2001年人口99。